# Takatsukasa Sukehira
Takatsukasa Sukehira (鷹司 輔平 1739 – 1813?) fue un kuge (cortesano) que actuó de regente durante la era Edo. Fue hijo adoptivo de Takatsukasa Mototeru.
Ocupó la posición de kanpaku del Emperador Kōkaku entre 1787 y 1791.
Su hijo fue Takatsukasa Masahiro, cuya madre fue hija del octavo líder del Chōshū han Mori Shigetaka.